# Justin Gatlin
Justin Gatlin (Brooklyn, Nova York, EUA, 10 de febrer de 1982) és un atleta estatunidenc, especialista en els 100 i 200 metres llisos.
La tardor del 2000 va arribar a la Universitat de Tennessee on va participar i va guanyar en diverses competicions nacionals. Durant l'any 2002 es va convertir en esportista professional guanyant, el 2004, la medalla d'or dels 100 m. llisos als Jocs Olímpics d'Estiu de 2004 a Atenes. El 22 d'agost de 2006 fou sancionat a 8 anys per la federació d'atletisme del seu país després que l'Agència antidopatge dels Estats Units (USADA) notifiqués que havia donat positiu en testosterona per segona vegada en la seva carrera. Segons l'USA Track & Field la pena va ser reduïda per la col·laboració del mateix Gatlin en la investigació. A causa d'aquest esdeveniment hauria pogut ser sancionat per sempre. El 6 de juny de 2013 va aconseguir guanyar a Usain Bolt en la cursa de 100 metres de la Golden Gala de Roma, essent la primera cursa d'aquesta distància que perdia el jamaicà en el darrer any.